# Liste der Baudenkmäler in Wolkenstein in Gröden
Die Liste der Baudenkmäler in Wolkenstein in Gröden (ladinisch Sëlva, italienisch Selva di Val Gardena) enthält die 14 als Baudenkmäler ausgewiesenen Objekte auf dem Gebiet der Gemeinde Wolkenstein in Gröden in Südtirol.
Basis ist das im Internet einsehbare offizielle Verzeichnis der Baudenkmäler in Südtirol. Dabei kann es sich beispielsweise um Sakralbauten, Wohnhäuser, Bauernhöfe und Adelsansitze handeln. Die Reihenfolge in dieser Liste orientiert sich an der Bezeichnung, alternativ ist sie auch nach der Adresse oder dem Datum der Unterschutzstellung sortierbar.

## Liste
| Foto |                 | Bezeichnung                                          | Standort                                        | Eintragung                   | Beschreibung | Metadaten                                             |
| ---- | --------------- | ---------------------------------------------------- | ----------------------------------------------- | ---------------------------- | --- | ----------------------------------------------------- |
| ja   | Datei hochladen | Burgruine Wolkenstein ID: 18021                      | 46° 33′ 51″ N, 11° 46′ 8″ O                     | 19. Feb. 1982 (BLR-LAB 967)  | Burgruine mit Mauerresten aus dem 13. Jahrhundert | KG: Wolkenstein Grundparzelle: 1075                   |
| ja   | Datei hochladen | Col dala Pelda ID: 18013                             | 46° 33′ 39″ N, 11° 44′ 11″ O                    | 19. Feb. 1982 (BLR-LAB 967)  | barockes Wohnhaus | KG: Wolkenstein Bauparzelle: 32                       |
| BW   | Datei hochladen | Ferienhaus am Col da Lech ID: 50646                  | 46° 33′ 29″ N, 11° 45′ 24″ O                    | 31. Jan. 2023 (BLR-LAB 97)   | 1939–1940 nach Plänen von Armando Ronca errichtetes Wohnhaus | KG: Wolkenstein Bauparzelle: 585                      |
| ja   | Datei hochladen | Fischburg mit Ottilienkapelle ID: 18011              | 46° 33′ 20″ N, 11° 44′ 1″ O                     | 20. Dez. 1949 (MD)           | Burg zwischen 1622 und 1641 errichtet | KG: Wolkenstein Bauparzelle: 1/1, 1/2, 1/3, 3, 320    |
| ja   | Datei hochladen | Gustin in La Poza ID: 18014                          | 46° 33′ 32″ N, 11° 44′ 29″ O                    | 14. Nov. 1984 (BLR-LAB 6574) | Bauernhof | KG: Wolkenstein Bauparzelle: 58                       |
| ja   | Datei hochladen | Janon in Plan ID: 18018                              | 46° 32′ 45″ N, 11° 46′ 16″ O                    | 19. Feb. 1982 (BLR-LAB 967)  | Wohnhaus. Laut Angabe des Hausbesitzers wurde das alte Haus abgerissen und wieder aufgebaut. Es ist nur mehr unter Ensembleschutz.                                                 | KG: Wolkenstein Bauparzelle: 1092                     |
| ja   | Datei hochladen | Pfarrkirche Mariä Himmelfahrt mit Friedhof ID: 18017 | 46° 33′ 19″ N, 11° 45′ 36″ O                    | 19. Feb. 1982 (BLR-LAB 967)  | heutige Sakristei um 1503 als Kapelle erbaut, um 1600 erweitert, Presbyterium und Langhaus zwischen 1869 und 1871 in gotisierenden Stilformen errichtet, Langhaus 1987 abgebrochen | KG: Wolkenstein Bauparzelle: 169 Grundparzelle: 648/2 |
| ja   | Datei hochladen | Piciulëi ID: 18015                                   | 46° 33′ 24″ N, 11° 44′ 48″ O                    | 11. Sep. 1989 (BLR-LAB 5516) | Wohnhaus aus dem späten 18. Jahrhundert | KG: Wolkenstein Bauparzelle: 73                       |
| ja   | Datei hochladen | Plazola ID: 18016                                    | 46° 33′ 32″ N, 11° 45′ 37″ O                    | 19. Feb. 1982 (BLR-LAB 967)  | Wohnhaus | KG: Wolkenstein Bauparzelle: 123, 124                 |
| ja   | Datei hochladen | Ruacia ID: 18012                                     | 46° 33′ 26″ N, 11° 43′ 44″ O                    | 19. Feb. 1982 (BLR-LAB 967)  | Wohnhaus | KG: Wolkenstein Bauparzelle: 7/1, 7/2                 |
| ja   | Datei hochladen | St.-Sylvester-Kapelle ID: 18019                      | 46° 33′ 53″ N, 11° 46′ 42″ O                    | 19. Feb. 1982 (BLR-LAB 967)  | um 1880 umgebaute spätbarocke Kapelle | KG: Wolkenstein Bauparzelle: 451                      |
| BW   | Datei hochladen | Stadel des Hofes Col dala Pelda ID: 50653            | 46° 33′ 40″ N, 11° 44′ 10″ O                    |                              | zwischen 1689 und 1693 erbautes Wirtschaftsgebäude | KG: Wolkenstein Bauparzelle: 31                       |
| ja   | Datei hochladen | Villa Fossi ID: 18022                                | Dantercëpiesstraße 46° 33′ 32″ N, 11° 46′ 11″ O | 22. Jan. 1990 (BLR-LAB 251)  | 1933 erbaute Villa im Stil der Neuen Sachlichkeit | KG: Wolkenstein Bauparzelle: 574                      |
| ja   | Datei hochladen | Wolkensteinschlössl ID: 18020                        | Dantercëpiesstraße 46° 33′ 19″ N, 11° 45′ 48″ O | 11. Sep. 1989 (BLR-LAB 5516) | zu Beginn des 20. Jahrhunderts errichtetes Jugendstil-Jagdhaus | KG: Wolkenstein Bauparzelle: 491                      |

Falls bei einem Baudenkmal keine Koordinaten bekannt sind, werden ersatzweise die Katasterdaten zum Zeitpunkt der Unterschutzstellung angegeben. Diese sind weder offiziell noch zwingend aktuell.
Die vom Landesdenkmalamt übernommenen Adressen können veraltet sein.
| Foto:   | Fotografie des Denkmals. Klicken des Fotos erzeugt eine vergrößerte Ansicht. Daneben finden sich zwei Symbole: |
| ID      | Identifikator beim Südtiroler Landesdenkmalamt                                                                 |
| KG      | Katastralgemeinde                                                                                              |
| MD      | Ministerialdekret                                                                                              |
| BLR-LAB | Beschluss der Landesregierung – Landesausschussbeschluss                                                       |